# Бальони, Малатеста IV
Малатеста Бальони Младший (Malatesta IV Baglioni) (1491, Перуджа — 24 декабря 1531, Беттона) — итальянский кондотьер, граф Спелло и Беттоны и сеньор Перуджи.
Сын сеньора Перуджи Джампаоло Бальони и его жены Ипполиты Конти.
С 1520 года, после смерти отца, — граф Спелло и Беттоны. В 1528 году утверждён в этом титуле папой Клементом VII. 
Поступив на венецианскую службу, захватил Лоди и Кремону.
С 1527 года сеньор Перуджи (до 1528 вместе с братом - Орацио II).
В 1529 году по предварительной договорённости с папой Клементом VII без боя сдал Перуджу Филиберу де Шалону, принцу Оранскому — генералу армии Священной Римской империи. Таким образом, он фактически предал флорентийцев — своих союзников. В следующем году 20 сентября получил Перуджу назад.
В 1530 году получил викариаты Беваньи, Лимиджано и Кастеллабоны.
Умер 24 декабря 1531 года в Беттоне «от стыдной болезни» («mal honteux que l’on sait»).
Вскоре после его смерти, в 1533 году, графство Спелло и Беттоны было возвращено в состав папских владений.
Жена — Мональдеска Мональдески. Сын — Родольфо II Бальони (1518-1554).